# Leichtathletik-Weltmeisterschaften 1993/Dreisprung der Männer

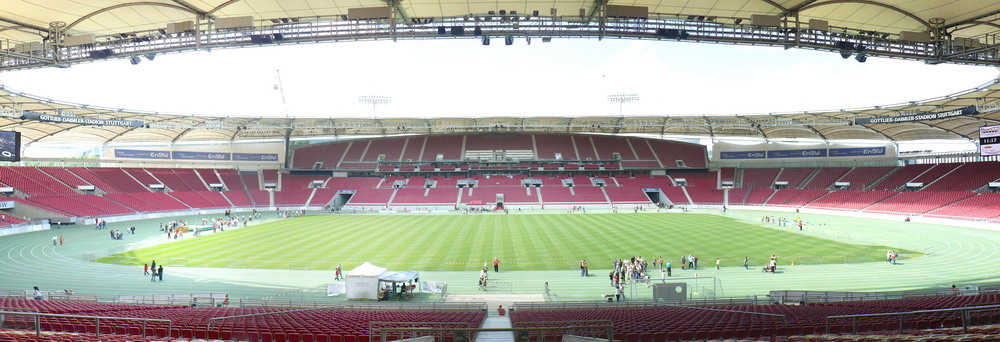
Das Stuttgarter Gottlieb-Daimler-Stadion im Jahr 2007

Der Dreisprung der Männer bei den Leichtathletik-Weltmeisterschaften 1993 wurde am 16. und 17. August 1993 im Stuttgarter Gottlieb-Daimler-Stadion ausgetragen.
Weltmeister wurde der US-amerikanische Olympiasieger von 1992, Olympiazweite von 1984, Vizeweltmeister von 1987 und WM-Dritte von 1991 Mike Conley Sr. Er gewann vor dem Europameister von 1990 und Vizeweltmeister von 1991 Leonid Woloschin aus Russland. Bronze ging an den Briten Jonathan Edwards, der hier am Anfang einer großen Karriere seine erste bedeutende internationale Medaille errang.

## Bestehende Rekorde
| Weltrekord               | 17,97 m | Willie Banks   | Indianapolis, USA       | 16. Juni 1985   |
| Weltmeisterschaftsrekord | 17,92 m | Christo Markow | WM 1987 in Rom, Italien | 30. August 1987 |

Der bestehende WM-Rekord wurde bei diesen Weltmeisterschaften nicht eingestellt und nicht verbessert.

## Windbedingungen
In den folgenden Ergebnisübersichten sind die Windbedingungen zu den jeweils besten Sprüngen benannt. Der erlaubte Grenzwert liegt bei zwei Metern pro Sekunde. Bei stärkerer Windunterstützung wird die Weite für den Wettkampf gewertet, findet jedoch keinen Eingang in Rekord- und Bestenlisten.

## Qualifikation
15. August 1993, 11:00 Uhr
45 Teilnehmer traten in zwei Gruppen zur Qualifikationsrunde an. Die Qualifikationsweite für den direkten Finaleinzug betrug 17,10 m. Vier Athleten übertrafen diese Marke (hellblau unterlegt). Das Finalfeld wurde auf zunächst zwölf Springer aufgefüllt. Da auf dem zwölften Rang zwei Sportler gleichauf lagen, erreichten hinter den direkt qualifizierten Athleten neun weitere Teilnehmer (hellgrün unterlegt), insgesamt also dreizehn Dreispringer, das Finale. Es mussten schließlich 16,87 m für die Finalteilnahme erbracht werden.

### Gruppe A

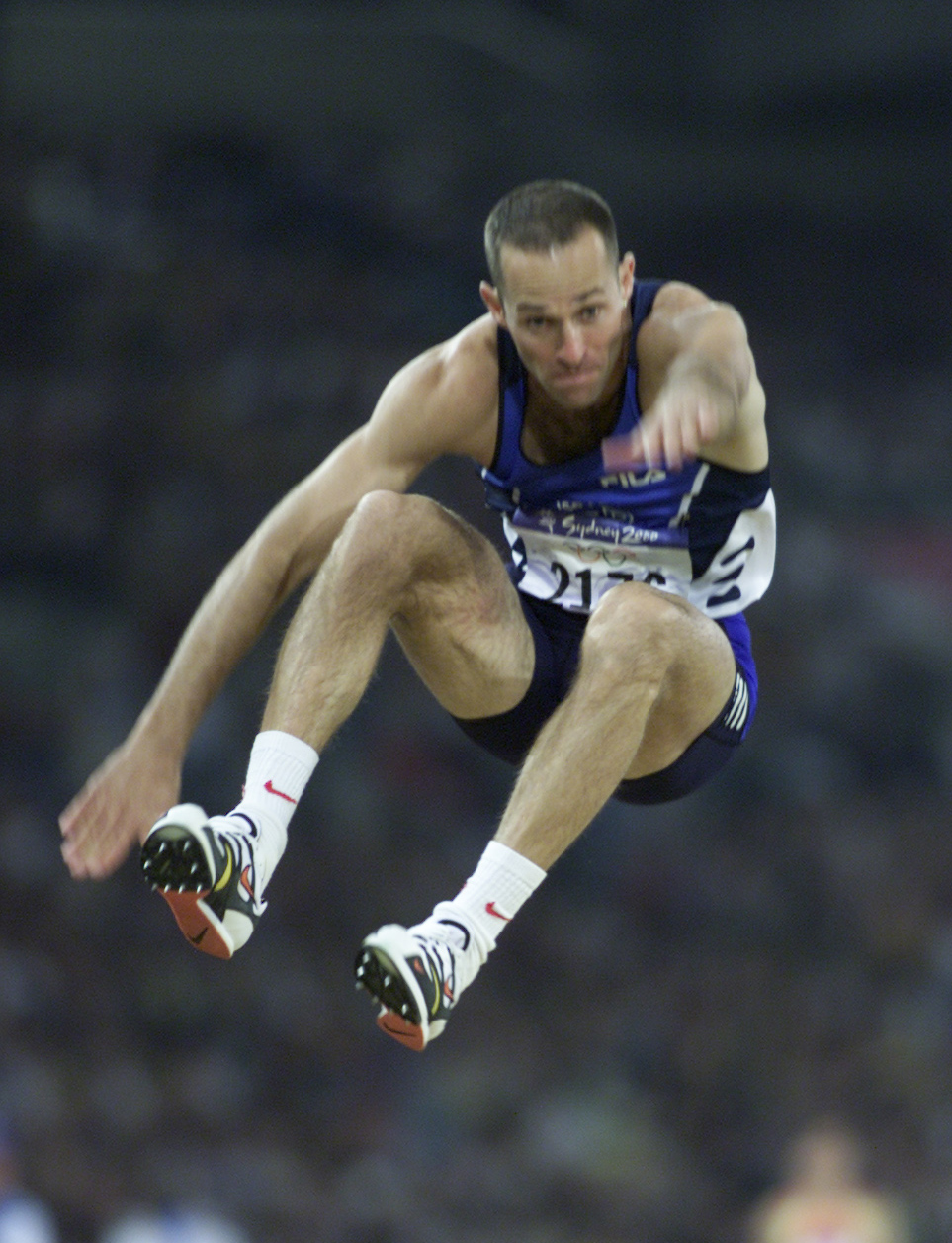
Rogel Nachum fehlte mit seinen 16,86 m nur ein Zentimeter zur Finalteilnahme
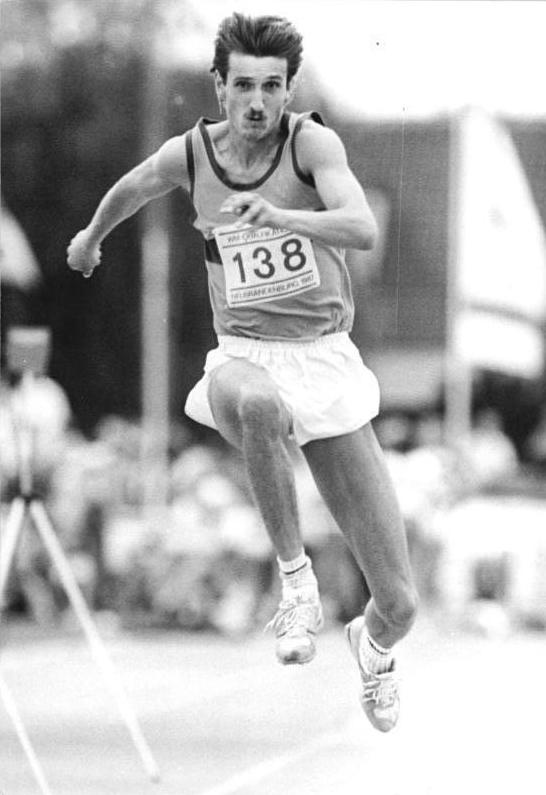
Volker Mai erzielte 16,44 m und schied damit aus
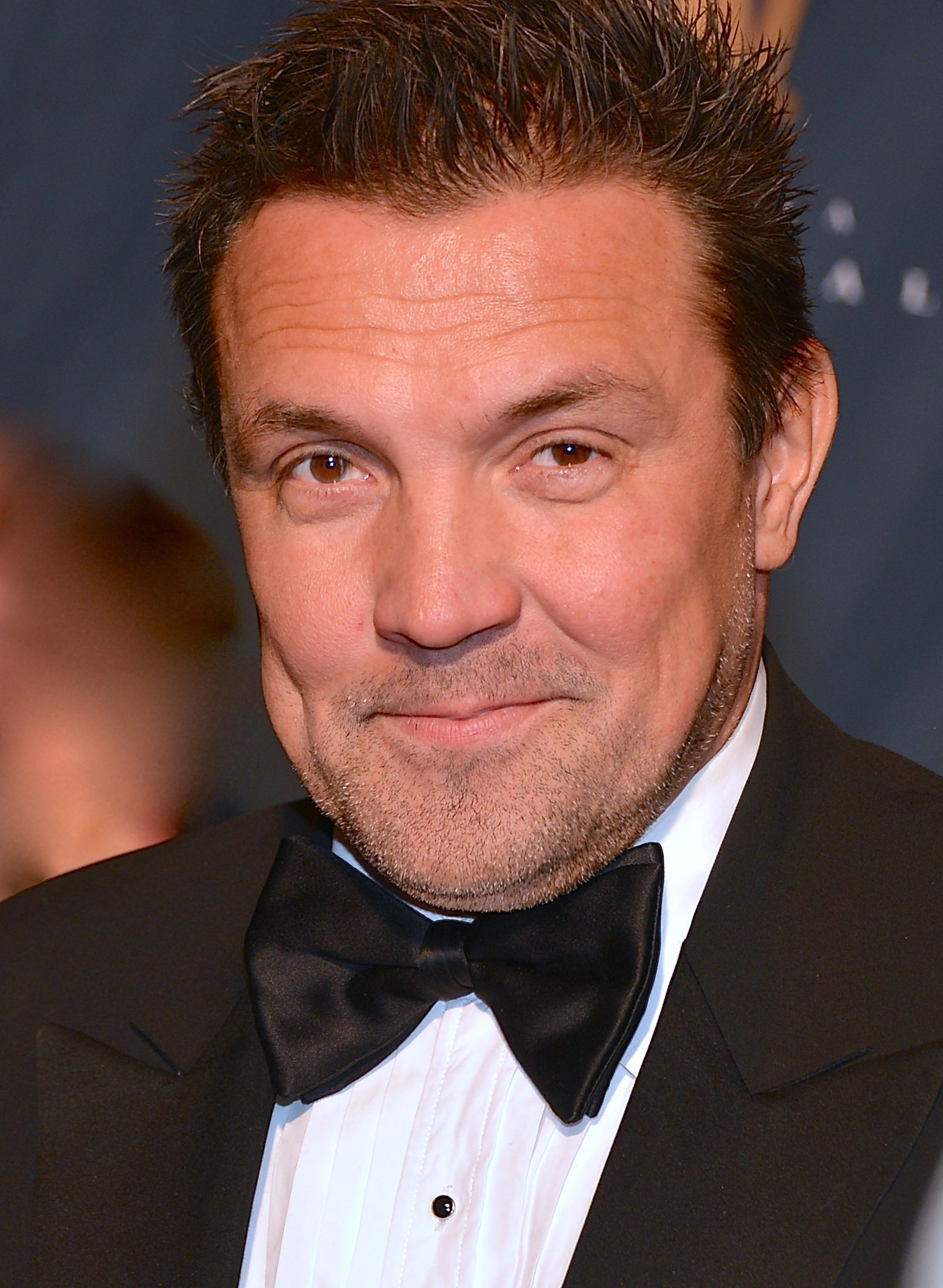
Tord Henriksson, vor zwei Jahren WM-Fünfter, verfehlte die Finalqualifikation mit seinen 15,67 m sehr deutlich

| Platz | Name                     | Nation         | Resultat (m) Wind (m/s) |
| 1     | Ralf Jaros               | Deutschland    | 17,18 / +1,2            |
| 2     | Anisio Souza da Silva    | Brasilien      | 17,05 / +0,2            |
| 3     | Yoelbi Quesada           | Kuba           | 17,02 / +0,6            |
| 4     | Jonathan Edwards         | Großbritannien | 16,98 / +0,7            |
| 5     | Serge Hélan              | Frankreich     | 16,97 / +0,6            |
| 6     | Kenny Harrison           | USA            | 16,95 / +03             |
| 7     | Rogel Nachum             | Israel         | 16,86 / +0,5            |
| 8     | Wassili Sokow            | Russland       | 16,85 / +1,0            |
| 9     | Reggie Jones             | USA            | 16,83 / +1,3            |
| 10    | Toussaint Rabenala       | Madagaskar     | 16,81 / +0,1            |
| 11    | Francis Agyepong         | Großbritannien | 16,46 / −0,2            |
| 12    | Parkev Grigoryan         | Armenien       | 16,35 / −0,5            |
| 13    | Volker Mai               | Deutschland    | 16,33 / −0,3            |
| 14    | Zsolt Czingler           | Ungarn         | 16,32 / +0,4            |
| 15    | Andrius Raizgys          | Litauen        | 16,05 / −0,2            |
| 16    | Marzouk Abdallah Al-Yoha | Kuwait         | 16,04 / +0,4            |
| 17    | Ihar Lapschyn            | Belarus        | 15,99 / −0,2            |
| 18    | Min-Soo Park             | Südkorea       | 15,93 / −1,0            |
| 19    | Frank Rutherford         | Bahamas        | 15,86 / −1,2            |
| 20    | Lotfi Khaida             | Algerien       | 15,77 / +0,2            |
| 21    | Tord Henriksson          | Schweden       | 15,67 / −0,2            |
| 22    | Sergei Arsamassow        | Kasachstan     | 17,40 / −0,2            |
| NM    | Olive Fifita             | Tonga          | ogV                     |

### Gruppe B

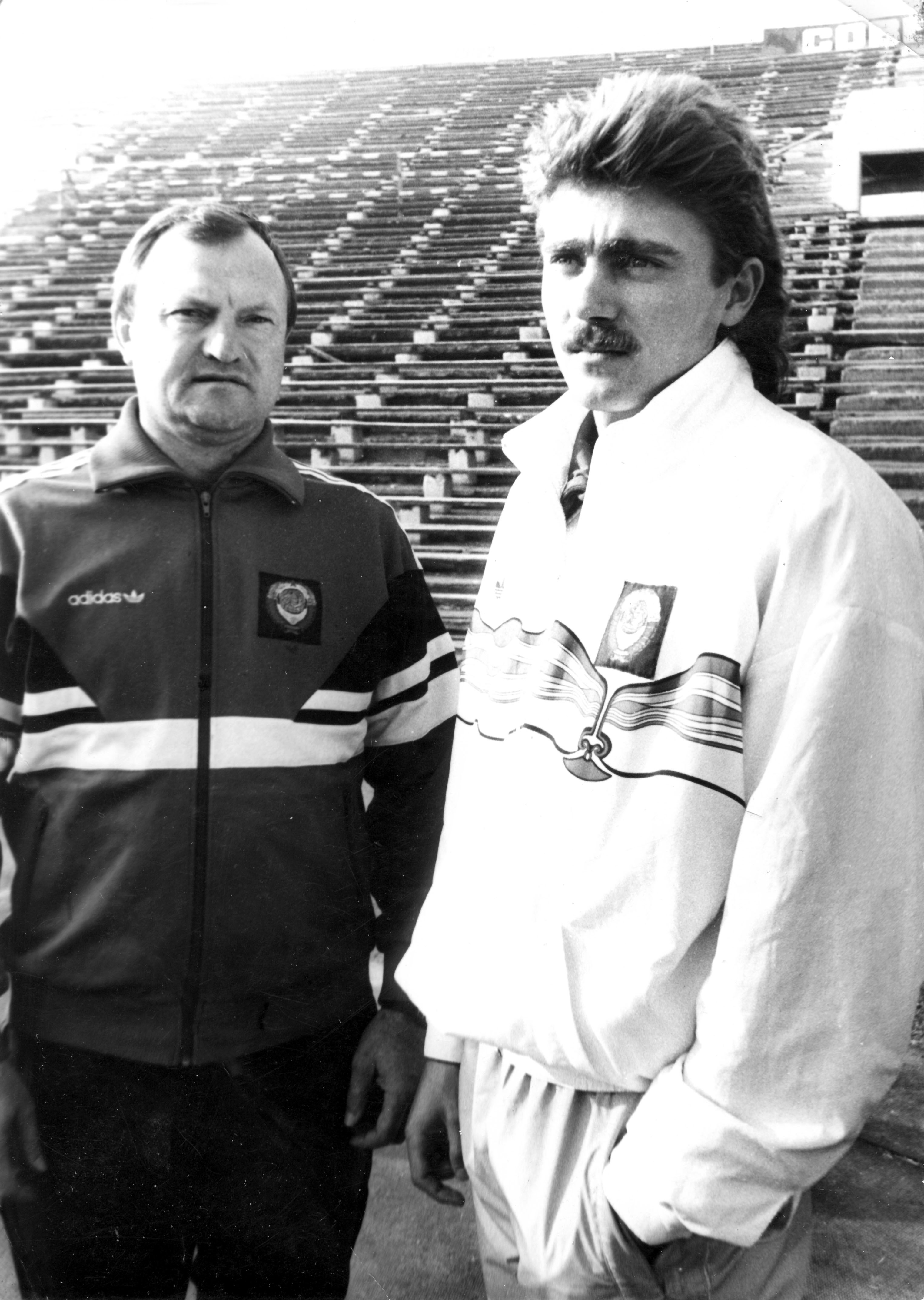
Oleg Sakirkin – hier mit seinem Trainer Vasilyevich Gannota – schied mit 16,64 m in der Qualifikation aus

| Platz | Name                | Nation              | Resultat (m) Wind (m/s) |
| 1     | Mike Conley Sr.     | USA                 | 17,39 / +0,8            |
| 2     | Leonid Woloschin    | Russland            | 17,34 / ±0,0            |
| 3     | Pierre Camara       | Frankreich          | 17,19 / −0,1            |
| 4     | Denis Kapustin      | Russland            | 17,09 / −2,2            |
| 5     | Oleg Denischtschik  | Belarus             | 16,88 / −1,5            |
| 6     | Brian Wellman       | Bermuda             | 16,87 / +0,4            |
| 7     | Jérôme Romain       | Dominica            | 16,87 / −0,6            |
| 8     | Māris Bružiks       | Lettland            | 16,85 / −0,2            |
| 9     | Georges Sainte-Rose | Frankreich          | 16,84 / +0,1            |
| 10    | Edrick Floréal      | Kanada              | 16,84 / +0,8            |
| 11    | Wolodymyr Inosemzew | Ukraine             | 16,84 / +0,3            |
| 12    | Daniel Osorio       | Kuba                | 16,78 / −0,5            |
| 13    | Tosi Fasinro        | Großbritannien      | 16,71 / +0,4            |
| 14    | Oleg Sakirkin       | Kasachstan          | 16,64 / +1,0            |
| 15    | Milan Mikuláš       | Tschechien          | 16,59 / −0,6            |
| 16    | Armen Martirosjan   | Armenien            | 16,50 / −0,2            |
| 17    | Vasif Əsədov        | Aserbaidschan       | 16,43 / +0,2            |
| 18    | Karsten Richter     | Deutschland         | 16,13 / −0,2            |
| 19    | Christo Markow      | Bulgarien           | 16,11 / +0,2            |
| 20    | Gyula Pálóczi       | Ungarn              | 15,89 / −0,8            |
| 21    | Banaras Khan        | Pakistan            | 15,46 / ±0,0            |
| NM    | Zhou Shixin         | Volksrepublik China | ogV                     |
| DNS   | Sergio Saavedra     | Venezuela           |                         |

## Finale
16. August 1993, 19:00 Uhr
Anmerkung: Das Symbol "x" bedeutet "ungültig".
| Platz | Name                  | Nation         | Resultat (m) Wind (m/s) | 1. Versuch (m)                          | 2. Versuch (m)                          | 3. Versuch (m)                          | 4. Versuch (m)                           | 5. Versuch (m)                           | 6. Versuch (m)                           |
| 1     | Mike Conley Sr.       | USA            | 17,86 / +0,3            | x                                       | 17,21                                   | 17,70                                   | 16,23                                    | 17,86                                    | 17,77                                    |
| 2     | Leonid Woloschin      | Russland       | 17,65 / ±0,0            | 17,48                                   | x                                       | x                                       | x                                        | x                                        | 17,65                                    |
| 3     | Jonathan Edwards      | Großbritannien | 17,44 / +0,1            | x                                       | 17,24                                   | x                                       | 17,31                                    | 17,44                                    | x                                        |
| 4     | Ralf Jaros            | Deutschland    | 17,34 / +0,1            | 16,77                                   | x                                       | 17,34                                   | x                                        | x                                        | 17,00                                    |
| 5     | Pierre Camara         | Frankreich     | 17,28 / +0,5            | 17,28                                   | 16,60                                   | x                                       | 17,08                                    | 17,13                                    | 17,15                                    |
| 6     | Denis Kapustin        | Russland       | 17,19 / +0,6            | 17,01                                   | 17,19                                   | x                                       | 16,20                                    | x                                        | 16,75                                    |
| 7     | Anisio Souza da Silva | Brasilien      | 17,19 / +0,2            | 17,19                                   | x                                       | 15,00                                   | 15,15                                    | x                                        | 16,95                                    |
| 8     | Brian Wellman         | Bermuda        | 17,12 / ±0,0            | 17,00                                   | 17,12                                   | x                                       | 17,01                                    | x                                        | 16,90                                    |
| 9     | Serge Hélan           | Frankreich     | 17,09 / +1,1            | Ablauf in den Quellen nicht aufgelistet | Ablauf in den Quellen nicht aufgelistet | Ablauf in den Quellen nicht aufgelistet | nicht im Finale der besten acht Springer | nicht im Finale der besten acht Springer | nicht im Finale der besten acht Springer |
| 10    | Kenny Harrison        | USA            | 17,06 / +0,5            | Ablauf in den Quellen nicht aufgelistet | Ablauf in den Quellen nicht aufgelistet | Ablauf in den Quellen nicht aufgelistet | nicht im Finale der besten acht Springer | nicht im Finale der besten acht Springer | nicht im Finale der besten acht Springer |
| 11    | Jérôme Romain         | Dominica       | 16,98 / +0,1            | Ablauf in den Quellen nicht aufgelistet | Ablauf in den Quellen nicht aufgelistet | Ablauf in den Quellen nicht aufgelistet | nicht im Finale der besten acht Springer | nicht im Finale der besten acht Springer | nicht im Finale der besten acht Springer |
| 12    | Yoelbi Quesada        | Kuba           | 16,77 / −0,1            | Ablauf in den Quellen nicht aufgelistet | Ablauf in den Quellen nicht aufgelistet | Ablauf in den Quellen nicht aufgelistet | nicht im Finale der besten acht Springer | nicht im Finale der besten acht Springer | nicht im Finale der besten acht Springer |
| 13    | Oleg Denischtschik    | Belarus        | 16,61 / +0,2            | Ablauf in den Quellen nicht aufgelistet | Ablauf in den Quellen nicht aufgelistet | Ablauf in den Quellen nicht aufgelistet | nicht im Finale der besten acht Springer | nicht im Finale der besten acht Springer | nicht im Finale der besten acht Springer |

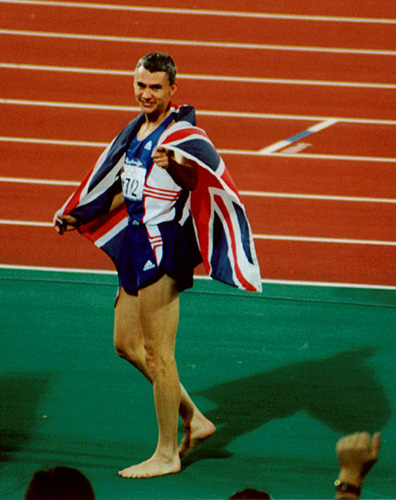
Jonathan Edwards, am Beginn einer großen Karriere, errang die Bronzemedaille

## Video
- Men's Triple Jump Final World Champs Stuttgart 1993 auf youtube.com, abgerufen am 13. Mai 2020